# Кривошиїнське сільське поселення
Кривоши́їнське сільське поселення (рос. Кривошеинское сельское поселение) — сільське поселення у складі Кривошиїнського району Томської області Росії.
Адміністративний центр — село Кривошиїно.
Населення сільського поселення становить 5663 особи (2019; 6044 у 2010, 6744 у 2002).

## Склад
До складу сільського поселення входять:
| Населений пункт         | Населення, осіб (2002) | Населення, осіб (2010) |
| ----------------------- | ---------------------- | ---------------------- |
| Жуково, село            | 513                    | 407                    |
| Кривошиїно, село        | 5993                   | 5469                   |
| Новоісламбуль, присілок | 238                    | 168                    |